# George Dole
George Stuart Dole (né le 30 janvier 1885 à Ypsilanti (États-Unis) et mort le 6 septembre 1928 à Winthrop (États-Unis)) est un lutteur sportif américain.

## Biographie
George Dole obtient une médaille d'or olympique, en 1908 à Londres en poids plume.